# Kinderdoding

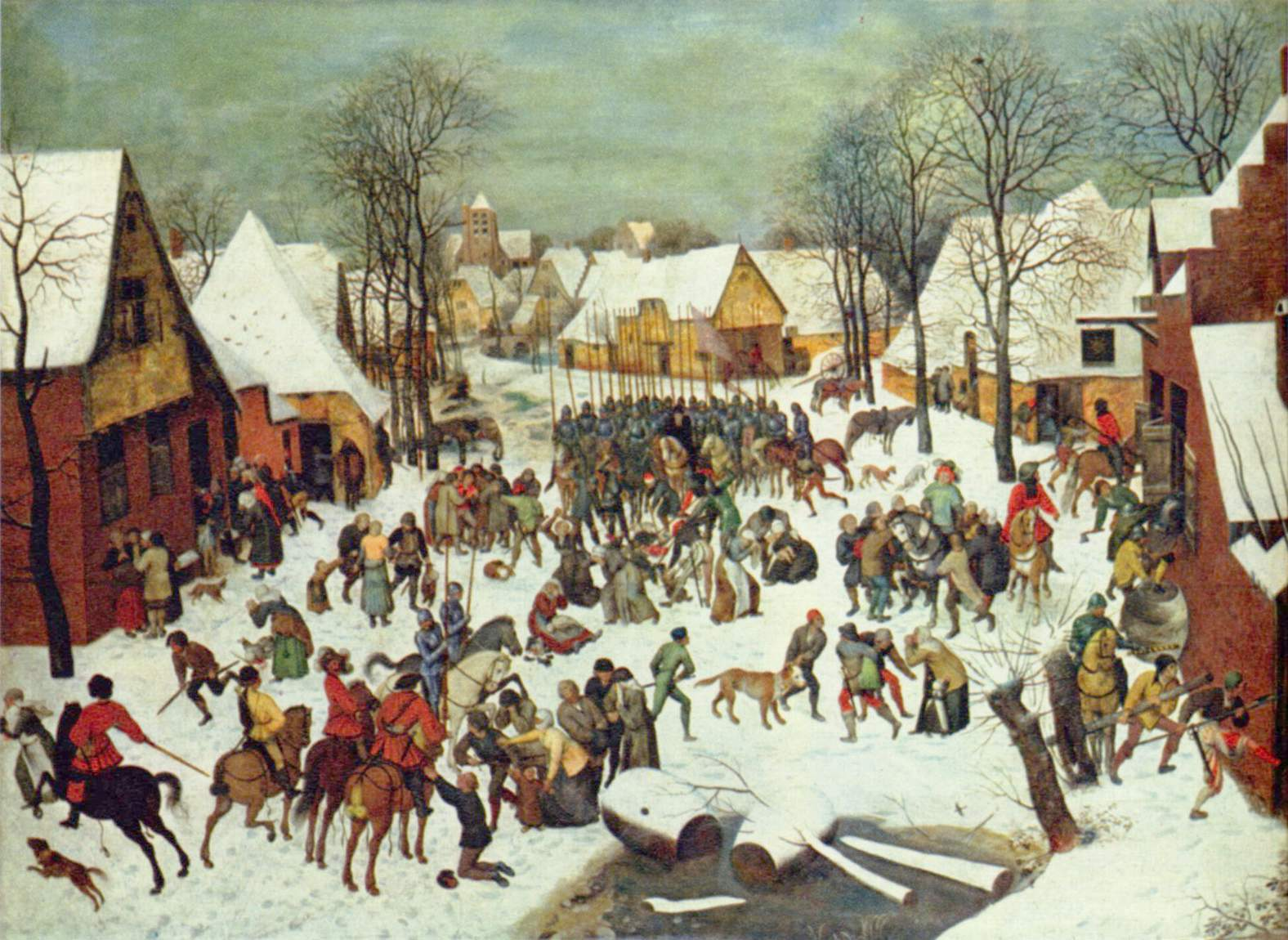
Pieter Brueghel de Jonge, Kindermoord te Bethlehem

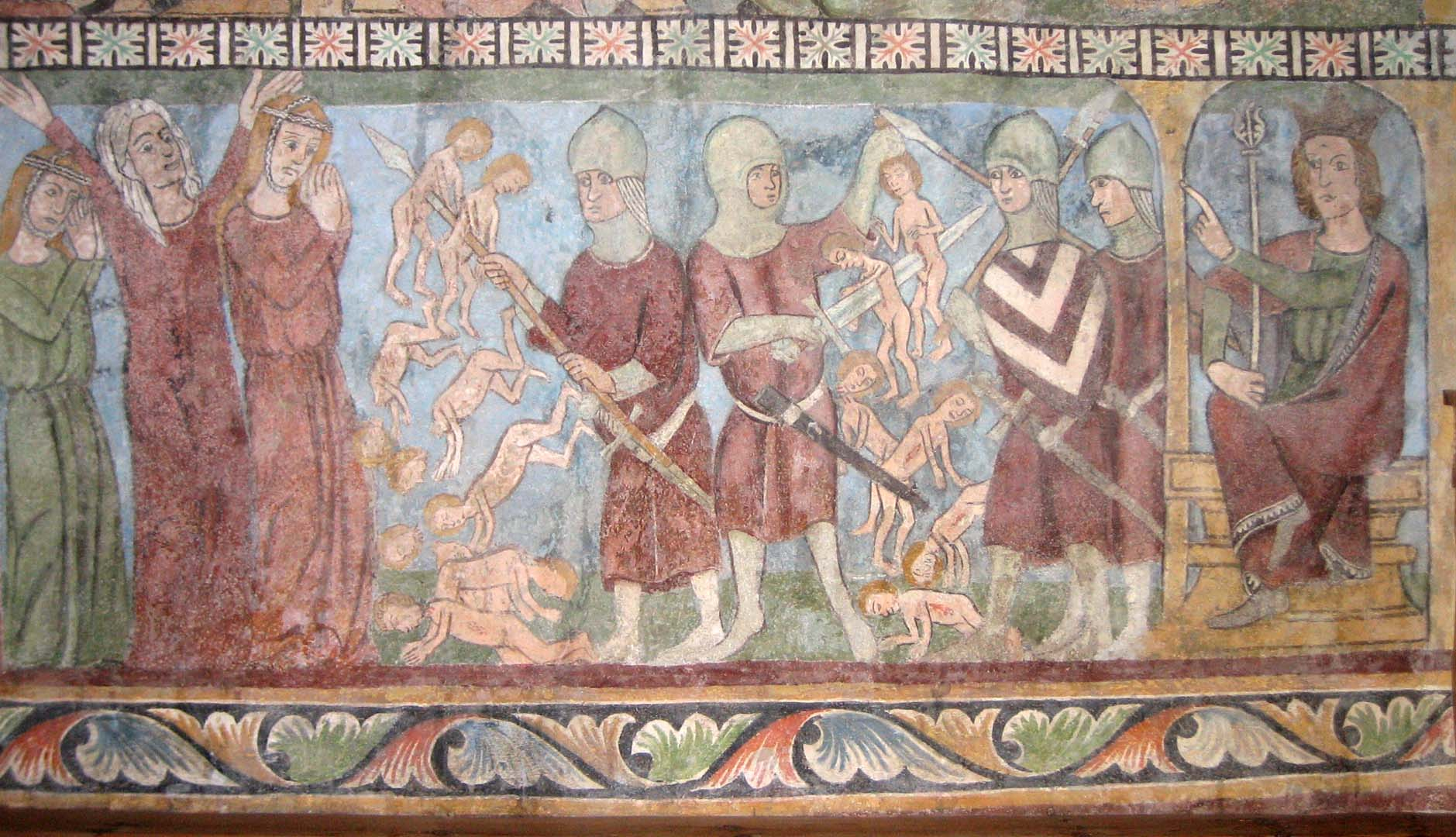
De Kindermoord van Bethlehem, afbeelding in de gereformeerde dorpskerk van Lüen

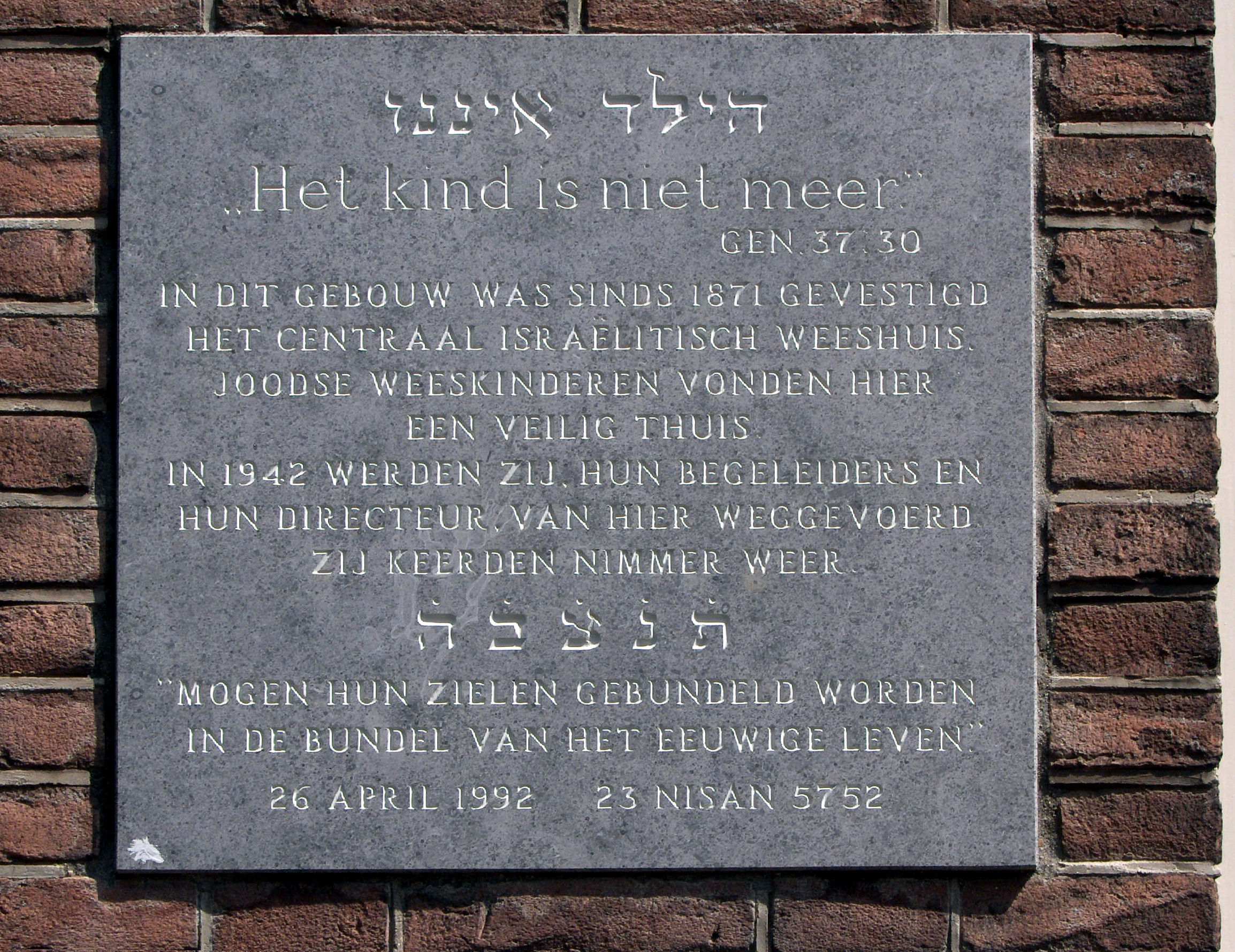
Gedenkplaat aan Centraal Israëlitisch Weeshuis in Utrecht

Kinderdoding, kindermoord, babymoord of infanticide, is het doden van een kind. Meestal betreft het pasgeboren baby's, maar ook daarna wordt wel van kinderdoding gesproken. Soms wordt naast infanticide nog onderscheid gemaakt tussen foeticide, waarbij een ongeboren kind wordt gedood, en neonaticide, waarbij de doding binnen 24 uur na de geboorte heeft plaatsgevonden, Als een ouder het kind doodt, wordt wel gesproken van filicide.

## Geschiedenis
Het bevel van de Joodse koning Herodes, vlak na de geboorte van Jezus, om alle pasgeboren jongetjes te doden is een bijbelverhaal over kindermoord (zie Onschuldige Kinderen en Kindermoord van Bethlehem). Naast het evangelie van Matteüs zijn er geen historische bronnen die deze gebeurtenis bevestigen. De kindermoord door koning Kamsa, vlak na de geboorte van Krishna, is een verhaal uit het hindoeïsme.
In het debat over de mechanismes van bevolkingsbeheersing stelt een deel van de antropologen dat abortus en infanticide daarbij een belangrijke rol speelden, maar het idee dat jager-verzamelaars een actieve bevolkingsbeheersing uitvoerden, wordt door de meeste demografen afgewezen. Anticonceptie was vrijwel onbekend en abortus was zeer risicovol voor de moeder. Kinderdoding en het doden van ouderen, senilicide, kwamen wel voor, maar onvoldoende om een regulerende werking te hebben.
In latere samenlevingen kwamen er culturele redenen voor kinderdoding, zoals het wegvallen van de kosten van een bruidsschat. Voortgaand op antieke literaire bronnen wordt vaak aangenomen dat infanticide gangbaar was in het Oude Griekenland, in het bijzonder voor kinderen geboren met een beperking, die zouden zijn overgeleverd aan de natuur. De archeologie spreekt tegen dat dit een typische praktijk is geweest. Onder invloed van het christendom zou infanticide verminderd zijn, maar niet verdwenen. Het werd meer gemaskeerd, bijvoorbeeld als overlaying, verstikking door op de baby te rollen tijdens het slapen. In de statistieken van onder meer Frankrijk en Engeland blijkt uit een scheve geslachtsverhouding dat dit niet altijd een natuurlijke doodsoorzaak kan zijn geweest. Een maatregel om kinderdoding te verminderen werd in Rome mogelijk al in de veertiende eeuw getroffen door het in ziekenhuizen beschikbaar maken van een ruota degli esposti, een vondelingenluik. Moeders hadden daar de gelegenheid hun kind anoniem af te staan.
Uit China is overgeleverd dat babymoord van meisjes een traditie heeft van meer dan 2000 jaar. Teksten geschreven tijdens de Qing Dynastie leren dat de praktijk in de 19e eeuw wijdverbreid was. Redenen waren divers, onder andere armoede.

## Babymoord op meisjes
In meerdere landen komen infanticide en selectieve abortus op meisjes voor, met name in de Chinese Volksrepubliek door armoede op het platteland en mogelijk als gevolg van de eenkindpolitiek die er door de overheid werd gevoerd. Andere landen waarbij uit de geboortecijfers wordt afgeleid dat dit zich daar op kleinere schaal voordoet zijn: Armenië, India (met name in de deelstaten Uttarakhand, Haryana en Himachal Pradesh), Azerbaijan, Vietnam, Albanië, Georgië, Zuid-Korea, Tunesië, Nigeria, Pakistan en Nepal.

### Nederland
In Nederland zijn enkele gevallen van meervoudige kindermoord bekend.
- Eind 2005 werd in Beverwijk ontdekt dat een 29-jarige vrouw daar vermoedelijk vier baby's alleen ter wereld heeft gebracht en daarna gedood, waarna ze de lijkjes in de tuin heeft begraven.[13][14] Deze vrouw werd veroordeeld tot drie jaar cel en tbs.[15]
- Op 14 juni 2006 doodde een moeder in Purmerend haar twee kinderen. Een baby van 5 maanden en een peuter van 23 maanden. Ze werd in eerste aanleg vrijgesproken wegens onvoldoende bewijs. Het OM ging in hoger beroep en liet nieuw onderzoek doen. De vrouw werd daarop veroordeeld tot vier jaar gevangenisstraf en tbs.
- Op 6 augustus 2010 werd bekend dat een 25-jarige vrouw uit Nij Beets werd verdacht van het ombrengen van vier baby's, vlak na haar bevalling. Dit zou zijn gebeurd tussen 2002 en 2010.[16]

## Strafrecht

### België
Kindermoord is volgens artikel 396 van het Belgische Strafwetboek de doodslag gepleegd op een kind bij de geboorte of onmiddellijk erna. De hoedanigheid van de dader is niet van belang. Bovendien hoeft er niet noodzakelijkerwijs sprake zijn van voorbedachten rade, ondanks het feit dat wordt gesproken van een kindermoord. Naargelang de omstandigheden, wordt de kindermoord hetzij als moord, hetzij als doodslag gestraft. Vroeger voorzag het strafrecht wel in een iets minder zware straf (15 tot 20 jaar gevangenisschap) als een moeder dit misdrijf pleegde op haar onwettig kind. Deze bepaling werd echter afgeschaft in 1984.

### Nederland
In het Nederlandse strafrecht wordt kindermoord (art. 291 Wetboek van Strafrecht) en kinderdoodslag (artikel 290 Wetboek van Strafrecht) apart behandeld als het gaat om een delict dat alleen door de moeder is gepleegd bij of kort na de geboorte, onder de vrees voor ontdekking van haar (aanstaande) bevalling. De strafmaat is maximaal 9 jaar gevangenisstraf bij kindermoord en maximaal 6 jaar gevangenisstraf bij kinderdoodslag, terwijl voor een gewone moord levenslange gevangenisstraf mogelijk is.